# Protactínio
O protactínio é um elemento químico de símbolo Pa e de número atômico igual a 91 (91 prótons e 91 elétrons), com massa atómica aproximada de 231,0 u. À temperatura ambiente, o protactínio encontra-se no estado sólido. Não existe atualmente nenhum uso para o protactínio fora do âmbito da pesquisa científica básica. Foi identificado pela primeira vez em 1913 por Kasimir Fajans e O. H. Göhring.

## Características principais
O protactínio é um elemento metálico prateado que pertence ao grupo dos actinídios, com lustre metálico brilhante que se conserva no ar por poucas horas. Torna-se um supercondutor em temperaturas abaixo de 1,4 K.

## Aplicações
Devido a sua escassez, alta radioatividade e toxicidade, não existe atualmente nenhum uso para o protactínio fora do âmbito da pesquisa científica básica

## História
Em 1871, Dmitri Mendeleev previu a existência de um elemento entre tório e urânio. O grupo de elementos de actinídeo era desconhecido na época. Portanto, o urânio foi posicionado abaixo do tungstênio, e tório abaixo de zircônio, deixando o espaço abaixo de tântalo vazio e, até 1950, tabelas periódicas foram publicados com esta estrutura. Por muito tempo os químicos procuraram o eka-tântalo como um elemento com propriedades químicas similares ao tântalo, fazendo uma descoberta do protactínio quase impossível. O análogo mais pesado do tântalo foi posteriormente encontrado como o elemento transurânico dubnium.
O protactínio (do grego "protos", "primeiro") foi identificado pela primeira vez em 1913, quando Kasimir Fajans e O. H. Göhring encontraram o isótopo de curta duração 234m-Pa, com meia-vida de aproximadamente 1,17 minutos, durante seus estudos sobre a série de decaimento do U-238. Deram ao novo elemento o nome de "Brevium" (do latim "brevis", "breve"). O nome foi mudado para "Protoactinium" ("protoactínio") em 1918 quando dois grupos de cientistas (Otto Hahn e Lise Meitner, na Alemanha, e Frederick Soddy e John Cranston no Reino Unido), independentemente, descobriram o 231-Pa. Em 1949, o nome foi abreviado para "protactínio".
Em 1927, Aristid V. Grosse preparou 2 mg de Pa2O5, do qual o protactínio foi isolado. Em 1934, foi isolado pela primeira vez a partir de 0.1 mg de Pa2O5, primeiro convertendo o óxido em iodeto e, em seguida, decompondo o iodeto eletricamente com uso de um filamento aquecido em alto vácuo, conforme a reação:
2PaI5 → 2Pa + 5I2.
É possível recuperá-lo dos minerais de urânio por extração com solvente. O PaF4 obtido é reduzido com bário.
Em 1961, no Reino Unido, produziu-se 125 gramas de protactínio 99,9% puro, processando 60 toneladas de minérios de urânio. Esta foi a única fonte de protactínio do mundo por muitos anos seguintes

## Ocorrência
O protactínio é um produto da fissão do tório, plutônio e urânio. É o mais raro dos elementos de ocorrência natural.
Quase todo o protactínio natural é encontrado na forma de protactínio-231. É um emissor alfa e é formado pela decadência do urânio-235, enquanto que o protactínio-234 (emissor de radiação beta) é produzido como resultado da degradação do urânio-238. Quase todo o urânio-238 (99,8%) decai primeiro para o isômero de 234mPa.
O protactínio ocorre na pechblenda na proporção de 1 parte de Pa-231 para 10 milhões de partes do minério. Os minérios do Zaire tem aproximadamente 3 ppm. O protactínio é um dos elementos mais raros e caros.

## Produção em Reatores Nucleares
Dois principais isótopos de protactínio, 231 Pa e 233 Pa, são produzidos a partir de tório em reatores nucleares. Ambos são indesejáveis e são usualmente removidos, adicionando assim complexidade ao projeto e operação do reator. Em particular, as reações 232 Th via ( n, 2 n ) produzem 231 Th (meia-vida 25,5 horas) que rapidamente decai para 231 Pa. O último isótopo, embora não seja um resíduo transurânico, tem uma meia-vida longa de 32,760 anos, sendo um dos principais contribuintes para a radio toxicidade a longo prazo de combustíveis nucleares usados nas usinas. 
O protactínio-233 é formado após a captura de neutrões por 232 Th. Além disso, decai para urânio-233 ou capta outro nêutron e converte-se em urânio não fissível-234. 233 Pa tem uma meia-vida relativamente longa de 27 dias e alta seção transversal para captura de nêutrons (o chamado " veneno de nêutrons "). Assim, em vez de decrescer rapidamente para o 233 U útil, uma fracção significativa de 233 Pa converte-se em isótopos não fissíveis e consome nêutrons, degradando a eficiência do reactor. Para evitar isso, 233 Pa é extraído da zona ativa de reatores de sal fundido de tório, durante sua operação, de modo que só decai para 233 U. Isto é conseguido usando várias colunas de bismuto fundido com lítio dissolvido nele. Num cenário simplificado, o lítio reduz seletivamente os sais de protactínio para o metal de protactínio que é então extraído do ciclo de sal fundido. É escolhido devido ao seu baixo ponto de fusão (271 ° C), baixa pressão de vapor, boa solubilidade para lítio e actinídeos e imiscibilidade com fusão de halogêneos.

## Utilização
Embora protactínio esteja situado na tabela periódica entre o urânio e o tório (ambos com aplicações numerosas), devido a sua escassez, radioatividade elevada e toxicidade elevada, não há atualmente nenhum uso para o protactínio fora da pesquisa científica.
O Protactínio-231 surge da decomposição de urânio-235 formada em reatores nucleares, e pela reação 232 Th + n → 231 Th + 2n e posterior decaimento beta. Uma vez pensou-se ser capaz de suportar uma reação em cadeia nuclear, que poderia, em princípio, ser usada para construir armas nucleares : o físico Walter Seifritz ( de ) uma vez estimou a massa crítica associada como 750 ± 180 kg. No entanto, a possibilidade de criticidade de 231 Pa foi descartada desde então.
Com o advento de espectrômetros de massa altamente sensíveis, uma aplicação de 231 Pa como um traçador em geologia e pale oceanografia tornou-se possível. Assim, a proporção de protactínio-231 para Tório-230 é usada para datação radiométrica de sedimentos que têm até 175.000 anos de idade e na modelagem da formação de minerais. Em particular, a sua avaliação em sedimentos oceânicos permitiu reconstruir os movimentos dos corpos de água do Atlântico Norte durante a última Idade do Gelo. Algumas das variações de datação relacionadas ao protactínio dependem da análise das concentrações relativas de vários membros de longa vida da cadeia de decaimento do urânio - urânio, tório e protactínio, por exemplo. Esses elementos possuem 6, 5 e 4 elétrons f na camada externa e, portanto, favorecem os estados de oxidação +6, +5 e +4, respectivamente, e mostram propriedades físicas e químicas diferentes. Assim, o tório e o protactínio, (exceto os compostos com urânio), são pouco solúveis em soluções aquosas e precipitam nos sedimentos; A taxa de precipitação é mais rápida para o tório do que para o protactínio. Além disso, a análise de concentração tanto para o protactínio-231 (meia-vida 32.760 anos) quanto para o tório-230 (meia-vida 75.380 anos) permite melhorar a precisão. Este método de duplo isótopo é também fracamente sensível a não homogeneidades na distribuição espacial dos isótopos e a variações na sua taxa de precipitação.

## Compostos
- Fluoretos: PaF4 e PaF5
- Cloretos: PaCl4 e PaCl5
- Brometos: PaBr4 e PaBr5
- Iodetos: PaI3, PaI4 e PaI5
- Óxidos: PaO, PaO2 e Pa2O5

Os halogenetos são conhecidos nos estados de oxidação de +5.
| Número de oxidação | F                                      | Cl                                      | Br                                       | I                                   |
| ------------------ | -------------------------------------- | --------------------------------------- | ---------------------------------------- | ----------------------------------- |
| +5                 | Fluoreto de protactínio(V) PaF5 branco | Cloreto de protactínio(V) PaCl5 amarelo | Brometo de protactínio(V) PaBr5 vermelho | Iodeto de protactínio(V) PaI5 preto |

## Isótopos
Contém 29 radioisótopos do protactínio foram identificados, sendo os mais estáveis 231-Pa com meia-vida de 32760 anos, 233-Pa com meia-vida de 26.967 dias, e 230-Pa com meia vida de 17.4 dias. Todos os demais isótopos radioativos apresentam meias-vidas abaixo de 1.6 dias, e maioria destes abaixo de 18 segundos. Este elemento apresenta 2 meta estados, 217m-Pa (t½ 1.15 milisegundos) e 234m-Pa (t½ 1.7 minutos).
O principal modo de decaimento anterior ao isótopo mais estável, 231-Pa, é a emissão alfa, e o modo dos posteriores é a emissão beta menos. Os produtos de decaimento primários antes do 231-Pa são os isótopos do elemento Ac (actínio e os produtos primários após são os isótopos do elemento U (urânio).

## Precauções
O protactínio é tóxico e altamente radioativo, portanto requer precauções de manuseio semelhantes àquelas usadas com o plutônio.